# Sigfrido Tiñga
Sigfrido "Freddie" Tiñga (Pasay, 16 april 1965) is een Filipijns politicus en ondernemer. Hij was burgemeester van Taguig van 2001 tot 2010 en lid van het Filipijns Huis van Afgevaardigden van 2010 tot 2013.

## Biografie
Sigfrido Tiñga werd geboren op 16 april 1965 in de Filipijnse stad Pasay in Metro Manilla. Hij was een van de zes kinderen van politicus en rechter Dante Tiñga en Maria Asuncion Rodriguez. Na het voltooien van zijn middelbare schoolopleiding in 1982 voltooide Tiñga in 1986 een Bachelor of Science-opleiding aan de University of the Philippines. Van 1995 tot 1999 werkte hij als Manager bedrijfsplanning
In 2001 ging Tiñga in navolging van zijn vader ook de politiek in. Bij de verkiezingen van 2001 werd Tiñga gekozen als burgemeester van de Taguig, toen nog een Filipijnse gemeente in Metro Manilla. In 2004 en 2007 werd hij herkozen. In 2004 werd Taguig een Filipijnse stad. Aan het einde van zijn derde opeenvolgende termijn mocht hij zich in 2010 niet opnieuw verkiesbaar stellen voor de burgemeesterspost. In plaats daarvan won hij bij de verkiezingen van 2010 een zetel in het Filipijns Huis van Afgevaardigden namens het 2e kiesdistrict van Taguig. In 2013 trok hij zich om persoonlijke redenen terug uit de Filipijnse politiek.
Na zijn periode in de politiek richtte Tiñga Global Electric Transport (GET) Philippines op. GET Philippines presenteerde in 2014 de COMET, een volledig elektrische bus en een milieuvriendelijker alternatief voor de in de Filipijnen veelgebruikte jeepney.
Tiñga is sinds 1994 getrouwd met Kaye Chua en kreeg met haar vier kinderen. 